# Ocupación soviética de Rumania
La ocupación soviética de Rumania se refiere al período de 1944 a agosto de 1958, durante el cual la Unión Soviética mantuvo una presencia militar significativa en el Reino de Rumania, que resultó, entre otros aspectos, en la incorporación a la Unión Soviética de los territorios del este de Rumania ocupados por el Ejército Rojo, y la posterior proclamación de los Estados socialistas rumanos (como la República Socialista de Rumania y la República Popular de Rumania respectivamente).
Durante la ofensiva del Frente Oriental de 1944, el ejército soviético ocupó Rumania. La parte noroeste de Moldavia fue ocupado como resultado de la lucha armada que tuvo lugar entre los meses de mayo y agosto de ese año, mientras que Rumania seguía siendo un aliado de la Alemania nazi. El resto del territorio fue ocupado después de que Rumania cambió de bando en la Segunda Guerra Mundial, como consecuencia del golpe de Estado real puesto en marcha por el rey Miguel el 23 de agosto de 1944. En esa fecha, el rey anunció que Rumania había cesado unilateralmente todas las acciones militares contra las fuerzas aliadas, aceptó la oferta de armisticio aliado, y se unió a la guerra contra las Potencias del Eje. Como ninguna oferta formal de armisticio se había extendido aún, el Ejército Rojo ocupó la mayor parte de Rumania como territorio enemigo antes de la firma del armisticio de Moscú el 12 de septiembre de 1944.
La convención de armisticio y, finalmente, los Tratados de Paz de París de 1947 proporcionó una base jurídica para la presencia militar soviética en Rumania, que duró hasta 1958, llegando a un máximo de unos 615 000 militares soviéticos en 1946.
Los autores soviéticos y la Constitución de Rumania de 1952 se refiere a los acontecimientos de 1944 como la "liberación de Rumania por el glorioso ejército soviético". Por otro lado, la mayoría de los autores rumanos y las fuentes occidentales utilizan el término "ocupación soviética de Rumania" y algunos lo aplican a todo el período 1944-1958.

## Antecedentes y comienzo de la ocupación
Después de haber retirado sus tropas de Besarabia y el norte de Bucovina en respuesta al ultimátum soviético de junio de 1940, Rumania entró en una alianza con la Alemania nazi y declaró la guerra a la Unión Soviética. Tropas rumanas entraron en la Segunda Guerra Mundial en 1941 como parte de la Operación Barbarroja, bajo el Alto Mando Alemán. Tras la reconquista del territorio anexionado por la Unión Soviética en 1940, las tropas rumanas ocuparon el sur de Ucrania, todo el camino hasta el río Bug Meridional. Sin embargo, la campaña oriental de Rumania terminó en un desastre, especialmente en Stalingrado.

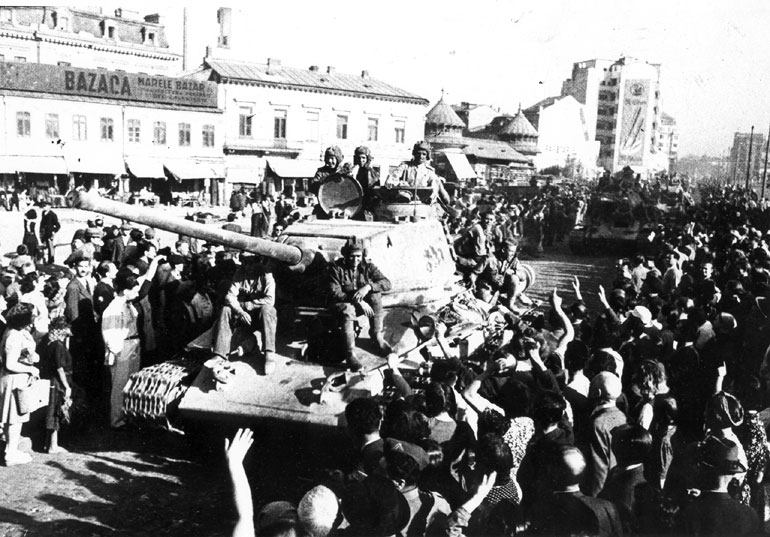
El Ejército Rojo es aclamado por el pueblo rumano en su entrada a Bucarest.

A finales de 1943, el Ejército Rojo había recuperado el control sobre la mayor parte del territorio soviético, y avanzaba hacia el oeste, más allá de las fronteras de la Unión Soviética para derrotar a la Alemania nazi y sus aliados. Fue en este contexto que las fuerzas soviéticas cruzaron a Rumania y ocuparon el norte y este de Moldavia.
El 23 de agosto de 1944 el rey Miguel lanzó un golpe de Estado, derrocando así el gobierno pronazi de Ion Antonescu, y poniendo al ejército de Rumania en el lado de los aliados. Como resultado, el rey Miguel se salvó del destino de otro ex aliado alemán, el príncipe Kyril, Regente de Bulgaria, que fue ejecutado por los soviéticos en 1945. De hecho, el rey Miguel fue el último monarca del Telón de Acero en perder su trono, el 30 de diciembre de 1947.
El golpe de Estado facilitó el avance del Ejército Rojo en Rumania a un ritmo acelerado, y permitió que el ejército rumano liberar al país de la ocupación alemana. En ausencia de un verdadero armisticio firmado, las tropas soviéticas seguían tratando a los rumanos como una fuerza hostil. El armisticio se firmó tres semanas más tarde, el 12 de septiembre de 1944, "en los términos que, prácticamente, dictaba Moscú". El golpe alcanzó una "capitulación" y "entrega incondicional" a los soviéticos y el resto de los aliados. A raíz de la orden de alto el fuego dado por el rey Miguel, entre 114 000 y 160 000 soldados rumanos fueron hechos prisioneros de guerra por los soviéticos sin oponer resistencia, y se vieron obligados a marchar a remotos campos de detención en la Unión Soviética, pero alrededor de un tercio de los prisioneros murieron en el camino.
Para el 12 de septiembre, el Ejército Rojo ya había ganado el control sobre gran parte del territorio rumano. Bajo los términos de su acuerdo de armisticio con los Aliados, Rumania se convirtió en objeto de una Comisión de Control, compuesta por representantes de la Unión Soviética, Estados Unidos y el Reino Unido, mientras que el mando militar soviético ejercía la autoridad de facto de forma predominante. De esta forma, Besarabia y el norte de Bucovina se incorporaron de nuevo a la Unión Soviética.

## Documentos fundadores

### Acuerdo de armisticio
El artículo 3 del Acuerdo de Armisticio con Rumania (firmado en Moscú el 12 de septiembre de 1944), establece que
"El Gobierno y el Alto Mando de Rumania garantizarán a los soviéticos y otras fuerzas aliadas facilidades para la libre circulación en el territorio rumano en cualquier dirección, si así lo requiere la situación militar; el Gobierno rumano y el Alto Mando de Rumania darán al movimiento toda la ayuda posible con sus propios medios de comunicación y por cuenta propia en tierra, mar y aire".
El artículo 18 del mismo convenio establece que
"Se creará una Comisión de Control y ésta se comprometerá hasta la conclusión de la paz, la regulación y el control de la ejecución de las presentes condiciones bajo la dirección general y órdenes del Aliado (soviético), que actúa en nombre de las Potencias Aliadas". En el anexo del artículo 18, se dejó en claro que "el Gobierno rumano y sus órganos deberán cumplir todas las instrucciones de la Comisión de Control que surjan del Acuerdo de Armisticio", y que la Comisión de Control tendrá su sede en Bucarest.
De conformidad con el artículo 14 del Acuerdo de Armisticio, dos Tribunales del Pueblo se crearon con el fin de tratar de presuntos criminales de guerra, uno en Bucarest, y el otro en Cluj.
Los plenipotenciarios signatarios ante el armisticio, como se indica en ella fueron:
- Potencias aliadas: "representante del Aliado (soviético), Mariscal de la Unión Soviética, R. Y. Malinovski, debidamente autorizados al presente por los Gobiernos de los Estados Unidos de América, la Unión Soviética y el Reino Unido"
- Rumania: "El Ministro de Estado y Ministro de Justicia L. Pătrășcanu, Viceministro del Interior, ayudante de Su Majestad el Rey de Rumania general D. Damaceanu, el Príncipe Stirbey y el Sr. G. Popp"

### Tratados de Paz de París de 1947
El efecto del Acuerdo de Armisticio cesó el 15 de septiembre de 1947, cuando el Tratado de Paz de París con Rumania entró en vigor. El artículo 21, párrafo 1 del nuevo tratado sirvió de base jurídica para la presencia militar soviética continua e ilimitada en Rumanía:
Tras la entrada en vigor del presente Tratado, todos los aliados, dentro de un período de 90 días, se retirarán de Rumania, sin perjuicio del derecho de la Unión Soviética para mantener en el territorio de tales fuerzas armadas rumanas que le sean necesarios para el mantenimiento de las líneas de comunicación del ejército soviético con la zona de ocupación soviética de Austria.
La delegación rumana en la Conferencia de París estuvo encabezada por el ministro de Asuntos Exteriores Gheorghe Tătărescu. El Tratado de Paz con Rumania fue firmado el 10 de febrero de 1947, en el Salon de l'Horloge del Ministère des Affaires Étrangères. En el lado rumano, los cuatro firmantes fueron Gheorghe Tătărescu, Lucreţiu Pătrăşcanu, Ştefan Voitec y Dumitru Dămăceanu. Los firmantes de las potencias aliadas incluyeron la Secretaria de Estado de Estado James F. Byrnes, el ministro de Asuntos Exteriores soviético Vyacheslav Molotov, y el secretario de Estado británico de Asuntos Exteriores y del Commonwealth Ernest Bevin.

## Fuerzas soviéticas en Rumania (1944–1956)
| Fecha                                        | Fuerzas          |
| -------------------------------------------- | ---------------- |
| 8 de mayo de 1945                            | 80 000           |
| 1 de noviembre de 1945                       | 500 000          |
| 4 de enero de 1946                           | 420 000          |
| 1 de marzo de 1946                           | 615 000          |
| 1 de junio de 1946                           | 400 000          |
| 1 de noviembre de 1946                       | 240 000          |
| 1947                                         | 60 000 – 130 000 |
| 1 de mayo – 1 de julio de 1948               | 35 000           |
| 1 de octubre de 1948                         | 32 000           |
| 1 de julio de 1949                           | 28 000           |
| 1 de octubre de 1949                         | 19 000           |
| 1 de enero de 1950                           | 32 000           |
| 1 de abril de 1950                           | 33 000           |
| 1 de septiembre de 1950 – septiembre de 1952 | 32 000           |

Después de la conclusión del Acuerdo de Armisticio de 1944, las tropas soviéticas ocuparon todo el territorio de Rumanía. Las estimaciones sobre la presencia de soviéticos varían entre los 750 000 y un millón de efectivos (cifras de los funcionarios militares británicos), a entre un millón o millón y medio (según fuentes rumanas); muchos diplomáticos occidentales y expertos se refieren a más de un millón de soldados soviéticos.

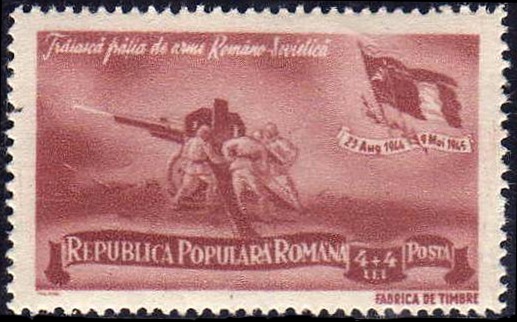
Sello rumano de 1948.

El 8 de noviembre de 1945 tuvo lugar una fuerte manifestación anticomunista frente al Palacio Real de Bucarest, lo que resultó en decenas de víctimas. Los oficiales soviéticos contuvieron a los soldados y policías rumanos de disparar contra los civiles y las tropas soviéticas restauraron el orden.
Durante el segundo semestre de 1946, más de la mitad de la capacidad de combate de las fuerzas aéreas soviéticas residían fuera de la Unión Soviética, la mayor parte en Polonia y Rumania (con 2 500 aviones en cada país). Los niveles de tropas aumentaron a un máximo de 615 000 en marzo de 1946, pero estaban dispuestos después de la conclusión del Tratado de Paz en 1947. A finales de 1946, las unidades soviéticas en Rumania se concentraban en cinco áreas: Craiova–Slatina, Sibiu–Alba Iulia, Constanţa, y Brăila–Focşani. Los niveles de tropas llegaron a un nivel relativamente estable desde mayo de 1948 hasta octubre de 1956: dos divisiones completas, además de las unidades de apoyo que suman más o menos una tercera división.
Aunque con la firma del Tratado de Estado de Austria en 1955, la razón de la presencia de las tropas soviéticas, como se establece en los Tratados de Paz de París, dejó de existir, el presidente Gheorghiu-Dej anunció que estas tropas se quedarían mientras los soldados extranjeros siguiesen estacionados en Alemania Occidental.
Las tropas soviéticas estacionadas en Rumania participaron en la represión de la revolución húngara de noviembre de 1956. Las instalaciones de las tropas soviéticas dentro de Rumania estaban lejos del alcance de los rumanos en ese momento.

## Reorganización del Ejército rumano

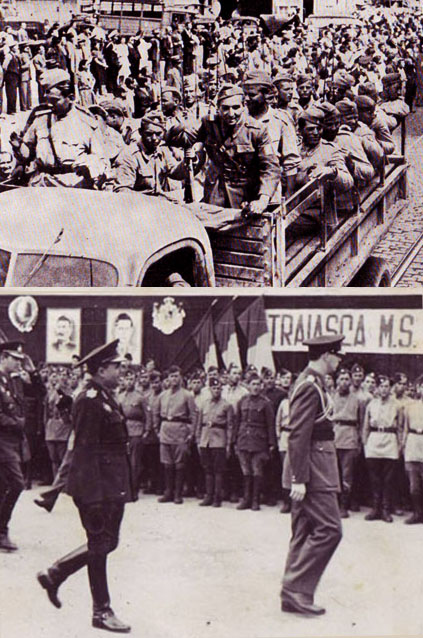
La División Tudor Vladimirescu en el verano de 1944 en Bucarest. En la imagen inferior, el rey Miguel revisa las tropas junto al coronel Cambrea.

La ocupación soviética de Rumania llevó a una completa reorganización del Ejército rumano, bajo la supervisión del representantes del Ejército soviético. El personal de las fuerzas militares rumanas se vio limitado por el tratado de paz de París a un total de 138 000 (oficiales y tropas), sin embargo, bajo la ocupación soviética creció más allá de los límites impuestos por el tratado, a través de la creciente militarización de la población de Rumania. En 1953, las fuerzas regulares del ejército había crecido a aproximadamente 300 000, las reserva de las fuerzas militares a aproximadamente 135 000 y las fuerzas del "interior" (guardias fronterizos, cuerpos de seguridad y otros) bajo la jurisdicción del Ministerio del Interior a más de 325 000 efectivos.
| Tipo               | Efectivos                  |
| ------------------ | -------------------------- |
| Fuerzas terrestres | 120 000 oficiales y tropas |
| Fuerzas antiaéreas | 5 000 oficiales y tropas   |
| Marina             | 5 000 oficiales y tropas   |
| Fuerzas aéreas     | 8 000 oficiales y tropas   |
| Total              | 138 000 oficiales y tropas |

Al inicio de esta reforma organizativa, los elementos proalemanes fueron purgados de las fuerzas armadas rumanas. En 1944-1945 se formaron dos divisiones compuestas de voluntarios rumanos —ex prisioneros de guerra, entrenados y adoctrinados en la Unión Soviética durante la guerra y activistas también comunistas como Valter Roman— que fueron: la División Tudor Vladimirescu, bajo el mando del coronel Nicolae Cambrea, y la División Horia, Cloșca y Crișan, bajo el mando del general Mihail Lascăr (que iba a servir como ministro de Defensa de 1946 a 1947). Estas dos unidades iban a formar el núcleo del nuevo Ejército rumano bajo control soviético. Una vez que el Partido Comunista Rumano tomó las riendas del poder, el 30% de los oficiales y suboficiales (en su mayoría soldados experimentados, pero a la vez una fuente potencial de oposición a la sovietización del Ejército) fueron purgados de los militares.
Tras la tomar del poder político del Partido Comunista Rumano se inició la sovietización del Ejército rumano, bajo la supervisión del nuevo ministro de Defensa, Emil Bodnăraş. Esta reorganización supuso la adopción del modelo soviético de la organización militar y política, y un cambio de la doctrina militar de combate y defensa, en el contexto de la integración de Rumanía en el sistema estratégico soviético, en los albores de la Guerra Fría.
Los oficiales soviéticos fueron designados asesores encargados de la supervisión de la profunda reorganización del Ejército. Sostuvieron el liderazgo y puestos de vigilancia en las principales instituciones del Estado, pero también en áreas de menor importancia. Al principio, solo obtuvieron algunas posiciones en el Ministerio de Defensa, el Estado Mayor General, y las secciones de política dentro del Ejército. Con el paso del tiempo, el número de asesores soviéticos aumentó gradualmente, mientras que al mismo tiempo sus posiciones se convirtieron en permanentes. En noviembre de 1952 había 105 puestos de asesores soviéticos temporales permanentes y 17 en las escuelas militares. Después de 1955, su número comenzó a disminuir: 72 en 1955, 63 en 1956, 25 en 1957 y 10 en 1958.
Después de 1945 se desarrollaron nuevos reglamentos militares, a raíz de las plantillas del Ejército Rojo, y se finalizaron en 1949–1952. En consecuencia, un grupo de oficiales militares y los estudiantes fueron enviados a la Unión Soviética para completar su formación. Entre 1949 y 1952, 717 estudiantes rumanos estaban siendo entrenados en la Unión Soviética, mientras que en 1958 471 rumanos estudiantes militares estudiaban en la Unión Soviética. Su número disminuyó en los años siguientes.

## Reorganización de los servicios de seguridad
Inmediatamente después de los eventos del 23 de agosto de 1944, los comunistas comenzaron a infiltrarse en el Ministerio del Interior a gran escala. La Dirección General de la Seguridad del Pueblo (iniciales rumanas: DGSP, pero comúnmente llamados, simplemente, Securitate) fue fundada oficialmente el 30 de agosto de 1948 por el Decreto 221/30. La Securitate fue creada por el SMERSH, una unidad del NKVD encargada de desmantelar las agencias de inteligencia existentes y su sustitución por los organismos de estilo soviético en los países ocupados por los soviéticos de Europa del Este. La unidad SMERSH en Rumania, llamada Brigada Mobila, fue dirigida hasta 1948 por el coronel del NKVD Boris Grünberg, también conocido en Rumania como Alexandru Nicolschi. Su objetivo declarado era "defender las conquistas democráticas y garantizar la seguridad de la República Popular Rumana contra los enemigos internos y externos". El primer director de la Securitate fue el general del NKVD Pantelei Bodnarenko, quien también se hacía llamar Gheorghe Pintilie. Alexandru Nicolschi —para entonces general— y otro oficial soviético, el general Vladimir Mazuru —nacido Mazurov—, tenían los dos cargos de director adjunto.

## Expulsión de alemanes

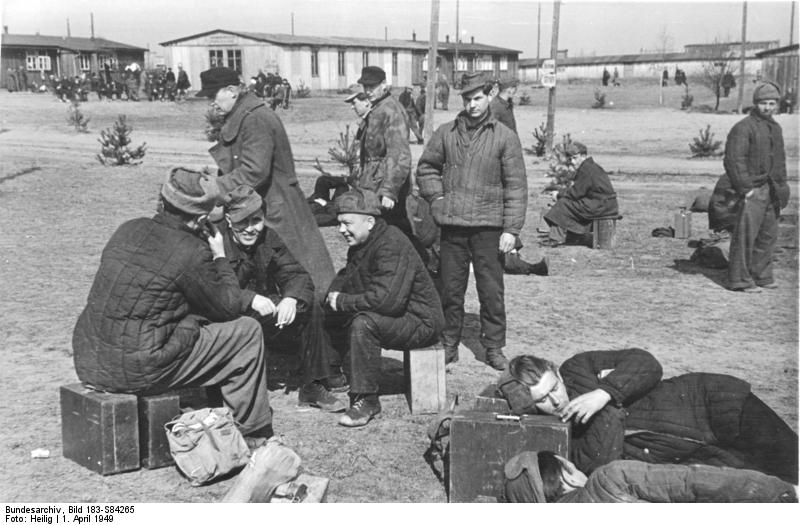
Foto de traslado de alemanes desde la Unión Soviética hacia Alemania, parte de la expulsión y limpieza étnica orquestada por el Ejército Rojo.

El Ejército Rojo desempeñó un papel crucial en la expulsión de los sajones de Transilvania de Rumania que se inició en enero de 1945. En octubre de 1944,ra el gobierno de Sănătescu, a petición de la Comisión de Control Aliada, comenzó a arrestar jóvenes ciudadanos rumanos de origen alemán, que finalmente fueron puestos a disposición del mando soviético. Ante los ultimátums del mando soviético, el gobierno de Rădescu ordenó el traslado forzoso en un tren de los sajones de Transilvania a la Unión Soviética. En una protesta el 13 de enero de 1945, el gobierno de Rădescu afirmó que el deber del gobierno rumano era proteger a cada uno de sus ciudadanos, independientemente de su origen étnico, y señaló la ausencia de una base legal para la deportación de los sajones de Transilvania. Estas deportaciones se prohibieron en 1949 por la Cuarta Convención de Ginebra, y su artículo 49, que establece: "los traslados en masa o individuales, así como las deportaciones de personas protegidas del territorio ocupado al territorio de la Potencia ocupante o al de cualquier otro país, ocupado o no, están prohibidos, sea cual sea su motivo".

## SovRoms
Los SovRoms eran empresas conjuntas soviético-rumanas establecidas en territorio rumano al final de la Segunda Guerra Mundial, y que duró hasta 1954-1956. Se firmó un acuerdo entre los dos países en relación con el establecimiento de estas empresas en Moscú el 8 de mayo de 1945. En teoría, el objetivo de estas empresas era generar fondos para los esfuerzos de reconstrucción de la posguerra. Sin embargo, su verdadero propósito era proporcionar recursos para el lado soviético. En general, fueron un factor que contribuyó a la evacuación de recursos de Rumanía, además de las reparaciones de guerra exigidas por el Acuerdo de Armisticio y los Tratados de Paz de París, que se había fijado en 300 millones de dólares. La contribución soviética a la creación de las SovRoms consistía principalmente en la reventa de equipos alemanes sobrantes a Rumania, a precios sistemáticamente sobrevaluados. El valor total de los productos procedentes de Rumanía a la Unión Soviética se estimaron en 2 000 millones de dólares, superando con mucho el importe de las reparaciones de guerra exigidas por los soviéticos. En 1952, el 85% de las exportaciones rumanas se dirigían hacia la Unión Soviética. La última SovRom se disolvió en 1956.
Una de estas empresas fue Sovromcuarţ, que comenzó sus operaciones en 1950 en la mina de Băiţa en el distrito de Bihor, con un nombre que estaba destinado a ocultar el verdadero objeto de su actividad. Su fuerza de trabajo inicial consistió en 15 mil presos políticos, después, la mayoría de ellos murieron de envenenamiento por radiación, que fueron reemplazados por los pobladores locales, que eran completamente conscientes del hecho de que estaban trabajando con material radiactivo. Rumania secretamente entregó 17 288 toneladas de mineral de uranio a la Unión Soviética entre 1952 y 1960, que se utilizó, al menos en parte, en el proyecto de la bomba atómica soviética. La minería del uranio continuó allí hasta 1961. Todo el mineral fue enviado al extranjero para su procesamiento, en un principio a Sillamäe en Estonia, el concentrado de uranio fue utilizada exclusivamente por la Unión Soviética.